# كلية الشريعة (جامعة دمشق)
كلية الشريعة في جامعة دمشق أسسها الشيخ المجاهد مصطفى السباعي عام 1954 وهي التي كانت ولا تزال منذ تأسيسها تمد العالم الإسلامي جامعاتٍ ومدارس ومراكز بحوث ومساجد بالعلماء الذي شهد بفضلهم وعلمهم كل من نهل منهم وأخذ عنهم.
وتعد كلية الشريعة ب جامعة دمشق اليوم في طليعة الجامعات الإسلامية في العالم بمنهاهجها الرصينة وبعلمائها، الجامعة بين القديم والحديث، والشاملة لفروع علوم الشريعة الإسلامية، وبأساتذها الذين أخذوا العلم كابراً عن كابر، حتى صار الانتساب إليها والتخرج منها مطمحاً لكثير من الراغبين بدراسة الشريعة الإسلامية شرقاً وغرباً.
وأهم ما تتميز به كلية الشريعة بجامعة دمشق مناهجها بشمولها كل علوم الشريعة فقهاً وتفسيراً وعلوم قرآن وسنةّ إلى ما سوى ذلك. وتتربع دراسة الفقه الإسلامي على عرش تلك العلوم في الكلية، وذلك بأسلوب فقهي مقارن، بعيدٍ عن التعصب المذهبي، بل يجلّي أسباب الخلاف المذهبي ويرده إلى أصول علمية ضابطة؛ فلا يتخرج الطالب من كلية الشريعة بدمشق إلا وقد درس كافة فروع مباحث الفقه الإسلامي، وقواعده ونظرياته الفقهية، بل وعقدَ المقارنات أيضاً بين الفقه الإسلامي وبعض القوانين الوضعية، وهذا لأن رسالة كلية الشريعة التي أنشأت لها هي تزويد العالم الإسلامي بالعلماء والفقهاء والقضاة، فهي رسالة قد صاغتها ضرورات العصر ومدنيته بمقتضى ارتحال العلم عن المساجد إلى المؤسسات التعليمية الأكاديمية.
وإن كانت كلية الشريعة بدمشق لم تولِ الدراسات ذات الصلة بالقضايا والمذاهب الفكرية المعاصرة، التي محل اعتناء كثير من كليات الدراسات الإسلامية في العالم الإسلامي الاهتمامَ الكاف، فذلك لأن رسالة الكلية وغايتها أن تكون موئلاً للحريصين على دراسة التراث والعلوم الإسلامية من ينابيعها ليكونوا فقهاء الأمة وعلماءها وقضاتها الذين يصوغون دستور الأمة التشريعي. فتركيز كلية الشريعة على الجانب الفقهي العملي ليس عن قلة إدراك لأهمية دراسة القضايا والمذاهب الفكرية المعاصرة، بل هو من قبيل التخصص الذي أضحى ضرورة في أيامنا مع اتّساع الدراسات وازديادها وتنوعها.
ولا يخفى أن العالم الإسلامي أحوج إلى مؤسسة علمية تلقن الدارسين علوم الشريعة الإسلامية التي لا يمكن اكتسابها بطريق فردي عبر القراءة والتثقيف الذاتيين منه إلى المؤسسات التي تعنى بالدراسات الفكرية المعاصرة، وذلك لإمكان تحصيل التثقيف الذاتي في هذه الأخيرة. وقد أثبت الواقع المعاصر قدرة خريجي كليات الشريعة على اكتساب ثقافة العصر، بل كانوا أقدر من غيرهم على تقييم هذه الثقافة وتمييز الغث من السمين منها، والوقوف في وجه الغزو الفكري. فكلية الشريعة تبني الأساس العلمي المتين في طلابها لتطلقهم من بعد في المجتمعات الإسلامية وقد حصلوا الملكة العلمية، وترسخت في أذهانهم الضوابط الفكرية والعلمية في قبول ما هو جديد والإفادة منه، أو ردّه وبيان عوره.
والله تعالى المسؤول لكلية الشريعة التي أسست على التقوى من أول يوم أن تسير على النهج الذي بدأت به، لتبقى ما بقي الزمان حصناً من حصون الإسلام، ومركز إشعاع حضاري يمد العالم الإسلامي أجمع برجالات العلم والمعرفة، لبلوغ الغاية التي يسعى إليها كل مسلم، وهي إعلاء كلمة الإسلام عالياً وإقامة شرعته.

## خريجون بارزون
- بسام جرار